# 月出松遺跡
座標: 北緯35度31分33.2秒 東経139度33分24.2秒 / 北緯35.525889度 東経139.556722度
月出松遺跡（つきでまついせき）は、かつて神奈川県横浜市都筑区加賀原（かがはら）一丁目に所在した縄文時代草創期～後期の遺跡である。港北ニュータウン遺跡群の1つで発掘調査されたあと住宅地に造成された。なお現在、加賀原に所在する月出松公園の地下には縄文遺跡が保存されているが、これは加賀原遺跡（かがっぱらいせき）であり月出松遺跡ではない。

## 概要
1965年（昭和40年）に発表された港北ニュータウン事業によって、現在の都筑区（かつては緑区・港北区）地域では、1970年代から丘陵（森林）と谷戸（田畑）の広がる里山を一大住宅地域に改造する未曾有の開発工事が開始された。これに伴い、開発区域内に広がる268箇所もの周知の埋蔵文化財包蔵地（遺跡）のうち、200箇所以上が1970年（昭和45年）から約20年かけて発掘調査された（港北ニュータウン遺跡群）。
月出松遺跡は、鶴見川本流と支流の早渕川に挟まれた丘陵地帯に所在する（調査当時の住所は緑区佐江戸町2391・2403番地、川和町1022～1032番地付近）。なおこの周辺には、三の丸遺跡・二ノ丸遺跡・寅ヶ谷東（とらがやとひがし）遺跡、東隣の加賀原遺跡など、同じ台地上に連面と営まれた縄文時代の集落群が多数存在する。
月出松遺跡の調査は、1979年（昭和54年）12月14日から1981年（昭和56年）7月28日まで行われた。また、月出松遺跡の南に尾根伝いに隣接する縄文前期～中期の小規模集落である月出松南遺跡（つきでまつみなみいせき、緑区佐江戸町2398・2401・2403番地）も、1981年（昭和56年）3月5日から同年4月18日にかけて発掘調査された。
この結果、月出松遺跡からは、縄文時代中期から後期に属する竪穴建物108軒、炉穴1基、落とし穴96基、土坑墓70基、貯蔵穴10基、集石6基、土器棺2基、柱穴群などの遺構が検出された。出土遺物では、縄文草創期の隆起線文土器や、中期の縄文土器群が出土した。草創期の集落は小規模なものであったが、中期の集落は中央に土坑墓の共同墓地をもち、その周囲に竪穴建物が巡る「環状集落」の形態をとり、土坑墓は明らかに2つのグループに分かれるという特徴を持っていた。
なお、詳しい年代は不明だが、縄文集落跡を横断する形で中世代とみられる道路遺構も発見された。
尾根伝いに連なる月出松南遺跡では、前期諸磯式期から中期勝坂式期・加曾利E式期の竪穴建物8軒や、炉穴1基、落とし穴9基、貯蔵穴4基以上、集石1基等が検出され、月出松遺跡の集落と密接な関連を持ちつつ前期から続く小規模な集落と判明した。
調査後は悉く造成され加賀原の住宅街となったため遺構は現存していないとみられる。現在、旧遺跡所在地東側には「月出松公園」という公園が造られているが、ここには同じ縄文集落遺跡の加賀原遺跡の未調査部分が地下保存されているものの（弥生時代の環壕集落を伴う四枚畑遺跡〈しまいばたいせき〉の範囲も一部含まれる）、月出松遺跡・月出松南遺跡自体はほぼ公園敷地に含まれていない。